# Amphisbaena myersi
Espèce
Amphisbaena myersi est une espèce d'amphisbènes de la famille des Amphisbaenidae.

## Répartition
Cette espèce est endémique du Suriname.  

## Publication originale
- Hoogmoed, 1988 : A new species of Amphisbaena (Amphisbaenia: Amphisbaenidae) from Suriname. - Notes on the herpetofauna of Suriname 11. Uitgaven Natuurwetenschappelijke Studiekring voor Suriname en de Nederlandse Antillen, n. 123, p. 65-73.